# 游禽
游禽（Natatores），也称水禽，是根據生活型態及棲息地類型所劃分出的一種鳥類分類。於生物分類學中，其範圍特指鳥綱下數個現存目：雁形目、潜鸟目、鷉形目、鹱形目、鹈形目（包含後續自鹈形目拆分而出的鸏形目及鰹鳥目）、企鹅目及部分歸於鴴形目下以「鷗」為名的鷗亞目物種。
游禽棲息於池沼中，是多以水中生物為食的鳥類。牠們大多頸長尾短，其趾間具蹼膜，善游泳，但不善於陸地上步行。與類似的涉禽相比，游禽的腿較短、腿粗，較喜歡於水面上滑行。其代表性鳥類包含埃及雁、鴛鴦、綠頭鴨、白鵜鶘等。